# Astragalus chalilovii
Astragalus chalilovii är en ärtväxtart som beskrevs av Boris Fedtjenko. Astragalus chalilovii ingår i släktet vedlar, och familjen ärtväxter. Inga underarter finns listade i Catalogue of Life.